# Покальчук Антон Федосійович
Антон Федосійович Покальчук (3 лютого 1918, село Нова Красниця колишнього Чорнобильського району Київської області — 5 липня 2004, місто Київ) — генерал-лейтенант авіації. Голова Центрального комітету Добровільного товариства сприяння армії, авіації і флоту України (ДТСААФ України). Депутат Верховної Ради Української РСР 7—9-го скликань.

## Біографія
З 1932 року — старший піонервожатий, токар Київського заводу «Арсенал» імені Леніна.
У Червоній Армії з 1937 року. Закінчив військове училище.
З квітня 1939 року — командир взводу, з жовтня 1940 року — командир роти. Брав участь у бойових діях на Халхін-Голі.
Член ВКП(б) з 1940 року.
Учасник німецько-радянської війни з червні 1941 року. Воював на Південному, Південно-Західному, Сталінградському, Центральному, 1-му Білоруському фронтах. Служив офіцером зв'язку. 
З червня 1942 року — помічник начальника розвідувального відділу штабу Управління командувача бронетанковими і механізованими військами Центрального фронту, з березня 1944 року — начальник розвідувального відділу штабу Управління командувача бронетанковими і механізованими військами 1-го Білоруського фронту.
З грудня 1944 року —начальник штабу Управління командувача бронетанковими і механізованими військами 8-ї гвардійської армії 1-го Білоруського фронту.
У 1946 році закінчив Військову академію імені Фрунзе. Служив старшим офіцером відділу Генерального штабу.
У 1954—1956 роках — слухач Військової академії Генерального штабу Збройних Сил СРСР.
З 1956 року — заступник командира дивізії Південної групи військ, командир навчальної дивізії, командир дивізії Київського військового округу. З 1965 року — 1-й заступник командувача армії Київського військового округу.
У 1967—1978 роках — голова Центрального комітету Добровільного товариства сприяння армії, авіації і флоту України.
З 1979 року — у відставці. Працював керуючим справами Держбуду Української РСР.
Проживав у Києві.
З 1967 по 1980 рік обирався депутатом Верховної Ради УРСР 7-го скликання (1967—1971), 8-го скликання (1971—1975), 9-го скликання (1975—1980).

## Автор праць
- ДОСААФ — надежный резерв и помощник вооруженных сил / Антон Федосеевич Покальчук . — Москва: Издательство ДОСААФ, 1976 . — 46 с.[1]

## Звання
- генерал-лейтенант

## Нагороди
- орден Червоного Прапора (8.03.1945)
- два ордени Червоної Зірки (1.09.1943;)
- орден Вітчизняної війни 1-го ст.(6.04.1985)
- орден Вітчизняної війни 2-го ст. (4.08.1944)
- медалі
- Почесна грамота Президії Верховної Ради Української РСР (.11.1965)